# Impatiens radiata
Impatiens radiata är en balsaminväxtart som beskrevs av Joseph Dalton Hooker. Impatiens radiata ingår i släktet balsaminer, och familjen balsaminväxter. Inga underarter finns listade i Catalogue of Life.